# I liga polska w piłce siatkowej mężczyzn (2009/2010)
Do rozgrywek I ligi polskiej w piłce siatkowej mężczyzn sezonu 2009/2010 przez władze Polskiego Związku Piłki Siatkowej dopuszczonych zostało ostatecznie 13 drużyn.

## System rozgrywek
Zmagania toczą się dwuetapowo:

### Etap I (dwurundowa faza zasadnicza)
Przeprowadzona w formule ligowej, systemem kołowym (tj. „każdy z każdym – mecz i rewanż”), rozpoczęta 10 października 2009 roku meczami 1 kolejki, a zakończona 27 marca 2010 spotkaniami 26 kolejki. Z uwagi na nieparzystą liczbę uczestników – spowodowaną dopuszczeniem SMS I PZPS Spała – podczas każdej z kolejek, jeden z zespołów zmuszony był do pauzy. Faza zasadnicza, klasyfikacja generalna – uwzględnia wyniki wszystkich rozegranych meczów, łącznie z meczami rozegranymi awansem. Punktacja: 3 pkt za wygraną 3:0 i 3:1, 2 pkt za wygraną 3:2, 1 pkt za porażkę 2:3, 0 pkt za przegraną 1:3 i 0:3.
Kolejność w tabeli po każdej kolejce rozgrywek (tabela) ustalana jest według liczby zdobytych punktów meczowych. W przypadku równej liczby punktów meczowych o wyższym miejscu w tabeli decyduje:
1. liczba wygranych meczów
2. lepszy (wyższy) stosunek setów zdobytych do straconych
3. lepszy (wyższy) stosunek małych punktów zdobytych do małych punktów straconych

Jeżeli mimo zastosowania powyższych reguł nadal nie można ustalić kolejności, o wyższej pozycji w tabeli decydują wyniki meczów rozegranych pomiędzy zainteresowanymi drużynami w danym sezonie.

### Etap II (faza play-off / play-out)
Przeprowadzona w systemem pucharowym, rozpoczęta w kwietniu 2010 pierwszymi meczami I rundy, a zakończona w kwietniu 2010 ostatnimi spotkaniami finałowym. Do rundy play-off przystąpią 4 najlepsze drużyny po fazie zasadniczej. Zespoły z miejsc 5-8 zagrają turniej o te właśnie miejsca w końcowej klasyfikacji. Drużyna, które zajęła 9. miejsce po rundzie zasadniczej kończy sezon, a 4 najsłabsze drużyny rywalizować będą o utrzymanie (w rundzie play-out). Przegrani rundy play-out zagrają turniej barażowy z drużynami II ligi o prawo startu w rozgrywkach I ligi w przyszłym sezonie. (W związku z katastrofą polskiego Tu-154M z Lechem Kaczyńskim na pokładzie, mecze w terminie 10–18 kwietnia zostaną przełożone.)
Runda play-off
Runda 1
(O miejsca 1-4) – Zwycięzcy rywalizacji z rundy 1 zagrają w 1/2 finału o miejsca 1-4. W pierwszym półfinale zagrają drużyny z miejsc 1-4 po rundzie zasadniczej, a w drugim z miejsc 2-3. Drużyny grają do trzech wygranych meczów ze zmianą gospodarza po dwóch meczach. Gospodarzami pierwszego terminu (terminy są dwudniowe – dwumeczowe) będą zespoły, które po fazie zasadniczej rozgrywek zajęły wyższe miejsce w tabeli (ewentualny piąty mecz zostaje rozegrany również na parkiecie drużyny, która zajęła wyższe miejsce po rundzie zasadniczej).
(O miejsca 5-8) – Turniej zorganizowany w jednej hali o miejsca 5-8 w końcowej klasyfikacji sezonu. Rozgrywany systemem „każdy z każdym”, tj. każda drużyna gra po jednym meczu z każdym przeciwnikiem. Tworzy się tabela (punktacja – 2 pkt. za zwycięstwo, 1 pkt. za porażkę). Zwycięzca turnieju zajmie 5. miejsce w końcowej klasyfikacji, 2 drużyna turnieju – 6, 3 drużyna – 7, a 4 zespół – 8.
Runda 2
(O miejsca 3-4) – Przegrany 1 półfinału gra z przegranym 2 półfinału. Drużyny grają dwumecz.
(O miejsca 1-2) – O tytuł mistrza I ligi. Zwycięzca 1. półfinału gra ze zwycięzcą 2. półfinału do trzech wygranych meczów ze zmianą gospodarza po dwóch meczach. Gospodarzami pierwszego terminu (terminy są dwudniowe – dwumeczowe) będą zespoły, które po fazie zasadniczej rozgrywek zajęły wyższe miejsce w tabeli (ewentualny piąty mecz zostaje rozegrany również na parkiecie drużyny, która zajęła wyższe miejsce po rundzie zasadniczej).
Runda play-out
Zespoły, które po zakończeniu rundy zasadniczej zajęły miejsca 10-13 zagrają o utrzymanie w I lidze. Drużyny z miejsc 10-13; 11-12 utworzą pary meczowe. Rywalizacja toczyć się będzie do trzech wygranych meczów ze zmianą gospodarza po dwóch rozegranych meczach. Gospodarzami pierwszego terminu (terminy są dwudniowe – dwumeczowe) będą zespoły, które po fazie zasadniczej rozgrywek zajęły wyższe miejsce w tabeli (ewentualny piąty mecz zostaje rozegrany również na parkiecie drużyny, która zajęła wyższe miejsce po rundzie zasadniczej). Zwycięzcy utrzymują się w lidze, natomiast przegrani zagrają turniej barażowy z dwiema najlepszymi drużynami II ligi (o dwa miejsca w I lidze w sezonie 2010/2011).
Turniej barażowy (z drużynami II ligi)
Turniej, w którym uczestniczy dwóch przegranych rundy play-out I ligi i dwie najlepsze drużyny II ligi – o dwa miejsca w I lidze w sezonie 2010/2011. Turniej rozgrywany w jednej miejscowości. Gra „każdy z każdym” – każdy zespół gra po jednym meczu z każda drużyną. Powstaje tabela (punktacja – 2 pkt. za zwycięstwo, 1 pkt. za porażkę). Dwie najlepsze drużyny uzyskają prawo startu w I lidze w sezonie 2010/2011.
O kolejności końcowej w przypadku odpadnięcia drużyn w tej samej rundzie i nie rozgrywania meczów o poszczególne miejsca decyduje kolejność po rundzie zasadniczej.
Według regulaminu, SMS I PZPS Spała – mimo że przystąpiła do rozgrywek jako ich normalny uczestnik – nie podlegała ostatecznej weryfikacji, jak pozostałe kluby. Brała ona udział wyłącznie w zasadniczej fazie sezonu (tj. mecz i rewanż – każdy z każdym) i niezależnie od miejsca zajętego w końcowej tabeli kończyła udział w zmaganiach, pozostając na tym szczeblu przez kolejny sezon (dlatego nie mogła ani awansować do PLS, ani spaść do II ligi, ani walczyć w turze play-off).

## Drużyny uczestniczące
| | Uczestnicy poprzedniej edycji |    |
| --- | ----------------------------- | -- |
| BIE | BBTS Bielsko-Biała            | 2  |
| ŚWI | Avia Świdnik                  | 3  |
| MIĘ | MKS Orzeł Międzyrzecz         | 4  |
| HAJ | Pronar Parkiet Hajnówka       | 5  |
| GOR | GTPS Gorzów Wielkopolski      | 6  |
| ENE | MCKiS PKE Energetyk Jaworzno  | 7  |
| NYS | Stal AZS PWSZ Nysa            | 9  |
| SMS | SMS PZPS Spała                | 11 |
| | Spadek z PlusLigi             |    |
| GDA | Trefl Gdańsk                  | 10 |
| | Awans z II ligi (grupa I)     |    |
| JOK | Joker Piła                    | 1  |
| SZC | Morze Szczecin                | 3  |
| | Awans z II ligi (grupa III)   |    |
| SUW | Ślepsk Suwałki                | 1  |
| | Awans z II ligi (grupa IV)    |    |
| KIE | Fart Kielce                   | 1  |
| Oznaczenia: - kolumna pierwsza – skróty nazw drużyn wpisane na mapie (jeśli ta została zamieszczona), - kolumna trzecia – miejsce zajęte przez daną drużynę w poprzednim sezonie. |                               |    |

## Rozgrywki

### Faza zasadnicza

#### Tabela wyników
| Gospodarz \ Gość1            | GDA | KIE | JOK | ŚWI | MIĘ | GOR | BIE | NYS | SUW | ENE | HAJ | SMS | SZC |
| Trefl Gdańsk                 |     | 3:1 | 3:0 | 3:0 | 3:2 | 3:0 | 3:2 | 3:1 | 3:1 | 3:1 | 2:3 | 3:0 | 3:0 |
| Fart Kielce                  | 1:3 |     | 3:1 | 0:3 | 3:0 | 3:0 | 3:1 | 2:3 | 3:2 | 3:1 | 3:0 | 3:0 | 3:1 |
| Joker Rodło Piła             | 2:3 | 3:0 |     | 3:2 | 3:2 | 3:0 | 2:3 | 2:3 | 3:1 | 3:0 | 3:0 | 3:0 | 3:0 |
| Avia Świdnik                 | 3:2 | 1:3 | 3:1 |     | 1:3 | 3:1 | 0:3 | 0:3 | 3:2 | 3:1 | 3:0 | 3:2 | 3:0 |
| MKS Orzeł Międzyrzecz        | 2:3 | 0:3 | 1:3 | 3:2 |     | 1:3 | 3:2 | 2:3 | 3:1 | 3:0 | 3:2 | 2:3 | 3:0 |
| GTPS Gorzów Wielkopolski     | 1:3 | 2:3 | 3:2 | 0:3 | 3:0 |     | 3:2 | 3:2 | 3:1 | 3:0 | 3:2 | 3:2 | 3:1 |
| BBTS Bielsko-Biała           | 3:2 | 1:3 | 2:3 | 2:3 | 3:1 | 3:1 |     | 3:1 | 3:0 | 3:0 | 0:3 | 0:3 | 3:0 |
| Stal AZS PWSZ Nysa           | 1:3 | 2:3 | 1:3 | 0:3 | 3:1 | 0:3 | 3:1 |     | 3:1 | 2:3 | 3:1 | 1:3 | 3:0 |
| Ślepsk Suwałki               | 0:3 | 1:3 | 3:0 | 0:3 | 3:2 | 3:0 | 3:0 | 3:0 |     | 3:1 | 0:3 | 3:0 | 3:2 |
| MCKiS PKE Energetyk Jaworzno | 0:3 | 3:0 | 0:3 | 3:1 | 1:3 | 3:1 | 3:1 | 0:3 | 3:0 |     | 3:0 | 3:2 | 3:1 |
| Pronar Parkiet Hajnówka      | 0:3 | 0:3 | 0:3 | 3:1 | 1:3 | 3:2 | 3:1 | 2:3 | 0:3 | 3:0 |     | 2:3 | 3:0 |
| SMS PZPS Spała               | 1:3 | 1:3 | 1:3 | 0:3 | 1:3 | 1:3 | 2:3 | 3:1 | 0:3 | 0:3 | 3:1 |     | 3:0 |
| Morze Szczecin               | 1:3 | 0:3 | 1:3 | 3:0 | 3:2 | 2:3 | 2:3 | 3:2 | 3:0 | 3:0 | 3:0 | 3:1 |     |

Źródło: inf. własna
1 Drużyna gospodarzy jest wymieniona po lewej stronie tabeli.
Kolory:
  zwycięstwo gospodarzy 3:0 lub 3:1
  zwycięstwo gospodarzy 3:2
  zwycięstwo gości 3:0 lub 3:1
  zwycięstwo gości 3:2

#### Terminarz i wyniki
|  |  | 1. KOLEJKA |  |
|  |  | ---------- |  |

| 10.10.2009 | SMS PZPS Spała | 2:3 (28:26, 25:20, 24:26, 14:25, 8:15) | BBTS Bielsko-Biała |

| 10.10.2009 | Joker-Rodło Piła | 3:2 (25:22, 21:25, 25:18, 20:25, 15:9) | Avia Świdnik |

| 10.10.2009 | MKS Orzeł Międzyrzecz AZS-AWF | 3:0 (25:18, 25:20, 25:21) | AZS PWSZ Nysa |

| 10.10.2009 | Fart Kielce | 3:0 (25:18, 25:20, 25:22) | Pronar Parkiet Hajnówka |

| 10.10.2009 | Morze Bałtyk Szczecin | 2:3 (14:25, 23:25, 25:20, 25:21, 11:15) | Rajbud GTPS Gorzów Wielkopolski |

| 10.10.2009 | Ślepsk Suwałki | 3:1 (25:19, 25:23, 19:25, 25:19) | Energetyk Jaworzno |

|  | Trefl Gdańsk |  | pauzuje |

|  |  | 2. KOLEJKA |  |
|  |  | ---------- |  |

| 17.10.2009 | Energetyk Jaworzno | 3:1 (25:21, 23:25, 25:12, 25:20) | Morze Bałtyk Szczecin |

| 17.10.2009 | Rajbud GTPS Gorzów Wielkopolski | 2:3 (25:20, 25:22, 23:25, 13:25, 17:19) | Fart Kielce |

| 17.10.2009 | Pronar Parkiet Hajnówka | 1:3 (25:22, 25:27, 20:25, 26:28) | MKS Orzeł Międzyrzecz AZS-AWF |

| 17.10.2009 | AZS PWSZ Nysa | 1:3 (28:26, 18:25, 20:25, 23:25) | Joker-Rodło Piła |

| 17.10.2009 | Avia Świdnik | 3:2 (28:30, 25:18, 25:14, 15:25, 18:16) | SMS PZPS Spała |

| 17.10.2009 | BBTS Bielsko-Biała | 3:2 (17:25, 25:16, 21:25, 25:17, 15:13) | Trefl Gdańsk |

|  | Ślepsk Suwałki |  | pauzuje |

|  |  | 3. KOLEJKA |  |
|  |  | ---------- |  |

| 24.10.2009 | Trefl Gdańsk | 3:0 (25:14, 25:23, 25:22) | Avia Świdnik |

| 24.10.2009 | SMS PZPS Spała | 3:1 (21:25, 25:18, 28:26, 25:18) | AZS PWSZ Nysa |

| 24.10.2009 | Joker-Rodło Piła | 3:0 (26:24, 25:23, 25:14) | Pronar Parkiet Hajnówka |

| 24.10.2009 | MKS Orzeł Międzyrzecz AZS-AWF | 1:3 (21:25, 25:22, 18:25, 22:25) | Rajbud GTPS Gorzów Wielkopolski |

| 24.10.2009 | Fart Kielce | 3:1 (20:25, 25:20, 25:20, 25:23) | Energetyk Jaworzno |

| 24.10.2009 | Morze Bałtyk Szczecin | 3:0 (25:23, 25:19, 25:21) | Ślepsk Suwałki |

|  | BBTS Bielsko-Biała |  | pauzuje |

|  |  | 4. KOLEJKA |  |
|  |  | ---------- |  |

| 31.10.2009 | Ślepsk Suwałki | 1:3 (25:19, 20:25, 23:25, 22:25) | Fart Kielce |

| 31.10.2009 | Energetyk Jaworzno | 1:3 (25:27, 25:23, 23:25, 25:27) | MKS Orzeł Międzyrzecz AZS-AWF |

| 31.10.2009 | Rajbud GTPS Gorzów Wielkopolski | 3:2 (25:23, 25:22, 14:25, 23:25, 15:13) | Joker-Rodło Piła |

| 31.10.2009 | Pronar Parkiet Hajnówka | 2:3 (28:26, 20:25, 25:21, 21:25, 10:15) | SMS PZPS Spała |

| 31.10.2009 | AZS PWSZ Nysa | 1:3 (12:25, 20:25, 26:24, 15:25) | Trefl Gdańsk |

| 31.10.2009 | Avia Świdnik | 0:3 (22:25, 22:25, 18:25) | BBTS Bielsko-Biała |

|  | Morze Bałtyk Szczecin |  | pauzuje |

|  |  | 5. KOLEJKA |  |
|  |  | ---------- |  |

| 7.11.2009 | BBTS Bielsko-Biała | 3:1 (25:15, 16:25, 25:21, 26:24) | AZS PWSZ Nysa |

| 7.11.2009 | Trefl Gdańsk | 2:3 (33:35, 18:25, 25:21, 25:20, 11:15) | Pronar Parkiet Hajnówka |

| 7.11.2009 | SMS PZPS Spała | 1:3 (25:22, 19:25, 23:25, 20:25) | Rajbud GTPS Gorzów Wielkopolski |

| 7.11.2009 | Joker-Rodło Piła | 3:0 (25:20, 25:23, 25:16) | Energetyk Jaworzno |

| 7.11.2009 | MKS Orzeł Międzyrzecz AZS-AWF | 3:1 (25:22, 22:25, 25:20, 25:19) | Ślepsk Suwałki |

| 7.11.2009 | Morze Bałtyk Szczecin | 0:3 (23:25, 23:25, 20:25) | Fart Kielce |

|  | Avia Świdnik |  | pauzuje |

|  |  | 6. KOLEJKA |  |
|  |  | ---------- |  |

| 14.11.2009 | Morze Bałtyk Szczecin | 3:2 (25:23, 19:25, 22:25, 25:18, 15:11) | MKS Orzeł Międzyrzecz AZS-AWF |

| 14.11.2009 | Ślepsk Suwałki | 3:0 (25:21, 25:21, 25:23) | Joker-Rodło Piła |

| 14.11.2009 | Energetyk Jaworzno | 3:2 (22:25, 25:20, 30:32, 25:16, 15:10) | SMS PZPS Spała |

| 14.11.2009 | Rajbud GTPS Gorzów Wielkopolski | 1:3 (25:16, 15:25, 22:25, 20:25) | Trefl Gdańsk |

| 14.11.2009 | Pronar Parkiet Hajnówka | 3:1 (25:21, 25:18, 21:25, 26:24) | BBTS Bielsko-Biała |

| 14.11.2009 | AZS PWSZ Nysa | 0:3 (19:25, 22:25, 24:26) | Avia Świdnik |

|  | Fart Kielce |  | pauzuje |

|  |  | 7. KOLEJKA |  |
|  |  | ---------- |  |

| 18.11.2009 | Avia Świdnik | 3:0 (25:19, 27:25, 25:20) | Pronar Parkiet Hajnówka |

| 18.11.2009 | BBTS Bielsko-Biała | 3:1 (25:22, 15:25, 25:22, 25:19) | Rajbud GTPS Gorzów Wielkopolski |

| 18.11.2009 | Trefl Gdańsk | 3:1 (25:14, 20:25, 25:21, 25:20) | Energetyk Jaworzno |

| 18.11.2009 | SMS PZPS Spała | 0:3 (21:25, 15:25, 21:25) | Ślepsk Suwałki |

| 18.11.2009 | Joker-Rodło Piła | 3:0 (25:15, 25:18, 25:16) | Morze Bałtyk Szczecin |

| 18.11.2009 | MKS Orzeł Międzyrzecz AZS-AWF | 0:3 (15:25, 25:27, 15:25) | Fart Kielce |

|  | AZS PWSZ Nysa |  | pauzuje |

|  |  | 8. KOLEJKA |  |
|  |  | ---------- |  |

| 21.11.2009 | Fart Kielce | 3:0 (25:20, 25:23, 26:24) | Joker-Rodło Piła |

| 21.11.2009 | Ślepsk Suwałki | 0:3 (20:25, 17:25, 24:26) | Trefl Gdańsk |

| 21.11.2009 | Energetyk Jaworzno | 3:1 (25:22, 25:22, 22:25, 25:17) | BBTS Bielsko-Biała |

| 21.11.2009 | Rajbud GTPS Gorzów Wielkopolski | 0:3 (17:25, 21:25, 21:25) | Avia Świdnik |

| 21.11.2009 | Pronar Parkiet Hajnówka | 2:3 (19:25, 25:14, 24:26, 25:23, 12:15) | AZS PWSZ Nysa |

| 6.01.2010 | Morze Bałtyk Szczecin | 3:1 (23:25, 25:22, 29:27, 25:21) | SMS PZPS Spała |

|  | MKS Orzeł Międzyrzecz AZS-AWF |  | pauzuje |

|  |  | 9. KOLEJKA |  |
|  |  | ---------- |  |

| 28.11.2009 | AZS PWSZ Nysa | 1:3 (24:26, 25:21, 20:25, 20:25) | Rajbud GTPS Gorzów Wielkopolski |

| 28.11.2009 | Avia Świdnik | 3:1 (23:25, 29:27, 25:23, 25:20) | Energetyk Jaworzno |

| 28.11.2009 | BBTS Bielsko-Biała | 3:1 (26:24, 19:25, 25:17, 25:20) | Ślepsk Suwałki |

| 28.11.2009 | Trefl Gdańsk | 3:0 (25:15, 25:14, 25:14) | Morze Bałtyk Szczecin |

| 28.11.2009 | SMS PZPS Spała | 1:3 (12:25, 25:22, 16:25, 17:25) | Fart Kielce |

| 28.11.2009 | Joker-Rodło Piła | 3:2 (23:25, 27:25, 25:21, 19:25, 15:9) | MKS Orzeł Międzyrzecz AZS-AWF |

|  | Pronar Parkiet Hajnówka |  | pauzuje |

|  |  | 10. KOLEJKA |  |
|  |  | ----------- |  |

| 5.12.2009 | MKS Orzeł Międzyrzecz AZS-AWF | 3:2 (25:22, 25:20, 21:25, 23:25, 15:10) | SMS PZPS Spała |

| 5.12.2009 | Fart Kielce | 1:3 (22:25, 25:20, 20:25, 22:25) | Trefl Gdańsk |

| 5.12.2009 | Morze Bałtyk Szczecin | 2:3 (23:25, 25:21, 22:25, 25:22, 15:17) | BBTS Bielsko-Biała |

| 5.12.2009 | Ślepsk Suwałki | 0:3 (16:25, 22:25, 23:25) | Avia Świdnik |

| 5.12.2009 | Energetyk Jaworzno | 0:3 (21:25, 19:25, 23:25) | AZS PWSZ Nysa |

| 5.12.2009 | Rajbud GTPS Gorzów Wielkopolski | 3:2 (25:22, 23:25, 25:21, 24:26, 15:12) | Pronar Parkiet Hajnówka |

|  | Joker-Rodło Piła |  | pauzuje |

|  |  | 11. KOLEJKA |  |
|  |  | ----------- |  |

| 12.12.2009 | Pronar Parkiet Hajnówka | 3:0 (27:25, 25:18, 25:20) | Energetyk Jaworzno |

| 12.12.2009 | AZS PWSZ Nysa | 3:1 (25:19, 25:19, 21:25, 25:18) | Ślepsk Suwałki |

| 12.12.2009 | Avia Świdnik | 3:0 (25:19, 25:21, 25:17) | Morze Bałtyk Szczecin |

| 12.12.2009 | BBTS Bielsko-Biała | 1:3 (22:25, 17:25, 25:20, 19:25) | Fart Kielce |

| 12.12.2009 | Trefl Gdańsk | 3:2 (21:25, 25:18, 25:12, 22:25, 15:13) | MKS Orzeł Międzyrzecz AZS-AWF |

| 12.12.2009 | SMS PZPS Spała | 1:3 (20:25, 26:24, 20:25, 22:25) | Joker-Rodło Piła |

|  | Rajbud GTPS Gorzów Wielkopolski |  | pauzuje |

|  |  | 12. KOLEJKA |  |
|  |  | ----------- |  |

| 16.12.2009 | Joker-Rodło Piła | 2:3 (25:23, 25:19, 22:25, 27:29, 9:15) | Trefl Gdańsk |

| 16.12.2009 | MKS Orzeł Międzyrzecz AZS-AWF | 3:2 (25:22, 23:25, 25:21, 17:25, 15:12) | BBTS Bielsko-Biała |

| 16.12.2009 | Fart Kielce | 0:3 (25:27, 22:25, 10:25) | Avia Świdnik |

| 16.12.2009 | Morze Bałtyk Szczecin | 3:2 (25:21, 21:25, 20:25, 25:23, 16:14) | AZS PWSZ Nysa |

| 16.12.2009 | Ślepsk Suwałki | 0:3 (15:25, 19:25, 19:25) | Pronar Parkiet Hajnówka |

| 16.12.2009 | Energetyk Jaworzno | 3:1 (25:22, 25:18, 23:25, 25:23) | Rajbud GTPS Gorzów Wielkopolski |

|  | SMS PZPS Spała |  | pauzuje |

|  |  | 13. KOLEJKA |  |
|  |  | ----------- |  |

| 19.12.2009 | Rajbud GTPS Gorzów Wielkopolski | 3:1 (25:20, 25:20, 20:25, 25:21) | Ślepsk Suwałki |

| 19.12.2009 | Pronar Parkiet Hajnówka | 3:0 (25:18, 25:21, 25:23) | Morze Bałtyk Szczecin |

| 19.12.2009 | Avia Świdnik | 1:3 (25:23, 23:25, 24:26, 23:25) | MKS Orzeł Międzyrzecz AZS-AWF |

| 19.12.2009 | BBTS Bielsko-Biała | 2:3 (25:21, 25:27, 24:26, 25:22, 3:15) | Joker-Rodło Piła |

| 19.12.2009 | Trefl Gdańsk | 3:0 (25:12, 25:21, 25:17) | SMS PZPS Spała |

| 20.01.2010 | AZS PWSZ Nysa | 2:3 (25:20, 25:27, 24:26, 25:22, 10:15) | Fart Kielce |

|  | Energetyk Jaworzno |  | pauzuje |

|  |  | 14. KOLEJKA |  |
|  |  | ----------- |  |

| 9.01.2010 | BBTS Bielsko-Biała | 0:3 (21:25, 21:25, 22:25) | SMS PZPS Spała |

| 9.01.2010 | Avia Świdnik | 3:1 (25:21, 15:25, 26:24, 25:22) | Joker-Rodło Piła |

| 9.01.2010 | AZS PWSZ Nysa | 3:1 (25:19, 20:25, 25:19, 25:22) | MKS Orzeł Międzyrzecz AZS-AWF |

| 9.01.2010 | Pronar Parkiet Hajnówka | 0:3 (23:25, 18:25, 23:25) | Fart Kielce |

| 9.01.2010 | Rajbud GTPS Gorzów Wielkopolski | 3:1 (16:25, 25:14, 25:18, 25:15) | Morze Bałtyk Szczecin |

| 9.01.2010 | Energetyk Jaworzno | 3:1 (25:27, 28:26, 25:17, 25:17) | Ślepsk Suwałki |

|  | Trefl Gdańsk |  | pauzuje |

|  |  | 15. KOLEJKA |  |
|  |  | ----------- |  |

| 16.01.2010 | Morze Bałtyk Szczecin | 3:0 (30:28, 25:21, 25:20) | Energetyk Jaworzno |

| 16.01.2010 | Fart Kielce | 3:0 (25:16, 25:20, 25:18) | Rajbud GTPS Gorzów Wielkopolski |

| 16.01.2010 | MKS Orzeł Międzyrzecz AZS-AWF | 3:1 (23:25, 25:21, 25:20, 25:22) | Pronar Parkiet Hajnówka |

| 16.01.2010 | Joker-Rodło Piła | 2:3 (25:23, 15:25, 22:25, 25:21, 13:15) | AZS PWSZ Nysa |

| 16.01.2010 | SMS PZPS Spała | 0:3 (20:25, 22:25, 27:29) | Avia Świdnik |

| 16.01.2010 | Trefl Gdańsk | 3:2 (30:28, 25:27, 25:22, 23:25, 15:11) | BBTS Bielsko-Biała |

|  | Ślepsk Suwałki |  | pauzuje |

|  |  | 16. KOLEJKA |  |
|  |  | ----------- |  |

| 23.01.2010 | Avia Świdnik | 3:2 (27:25, 25:18, 19:25, 19:25, 24:22) | Trefl Gdańsk |

| 23.01.2010 | AZS PWSZ Nysa | 1:3 (23:25, 26:24, 23:25, 23:25) | SMS PZPS Spała |

| 23.01.2010 | Pronar Parkiet Hajnówka | 0:3 (14:25, 22:25, 25:27) | Joker-Rodło Piła |

| 23.01.2010 | Rajbud GTPS Gorzów Wielkopolski | 3:0 (25:18, 25:22, 25:22) | MKS Orzeł Międzyrzecz AZS-AWF |

| 23.01.2010 | Energetyk Jaworzno | 3:0 (25:16, 25:19, 25:18) | Fart Kielce |

| 23.01.2010 | Ślepsk Suwałki | 3:2 (18:25, 25:22, 21:25, 28:16, 15:12) | Morze Bałtyk Szczecin |

|  | BBTS Bielsko-Biała |  | pauzuje |

|  |  | 17. KOLEJKA |  |
|  |  | ----------- |  |

| 30.01.2010 | Fart Kielce | 3:2 (25:23, 23:25, 23:25, 25:15, 15:11) | Ślepsk Suwałki |

| 30.01.2010 | MKS Orzeł Międzyrzecz AZS-AWF | 2:3 (25:23, 18:25, 21:25, 25:21, 18:20) | Energetyk Jaworzno |

| 30.01.2010 | Joker-Rodło Piła | 3:0 (25:17, 25:23, 25:23) | Rajbud GTPS Gorzów Wielkopolski |

| 30.01.2010 | SMS PZPS Spała | 3:1 (18:25, 25:19, 26:24, 25:16) | Pronar Parkiet Hajnówka |

| 30.01.2010 | Trefl Gdańsk | 3:1 (21:25, 25:23, 25:19, 25:23) | AZS PWSZ Nysa |

| 30.01.2010 | BBTS Bielsko-Biała | 2:3 (22:25, 25:23, 20:25, 25:17, 10:15) | Avia Świdnik |

|  | Morze Bałtyk Szczecin |  | pauzuje |

|  |  | 18. KOLEJKA |  |
|  |  | ----------- |  |

| 3.02.2010 | AZS PWSZ Nysa | 3:1 (20:25 25:20 25:20 25:22) | BBTS Bielsko-Biała |

| 3.02.2010 | Pronar Parkiet Hajnówka | 0:3 (21:25, 18:25, 22:25) | Trefl Gdańsk |

| 3.02.2010 | Energetyk Jaworzno | 0:3 (21:25, 20:25, 16:25) | Joker-Rodło Piła |

| 3.02.2010 | Ślepsk Suwałki | 3:2 (25:19, 25:23, 27:29, 24:26, 16:14) | MKS Orzeł Międzyrzecz AZS-AWF |

| 23.02.2010 | Fart Kielce | 3:1 (26:24, 25:14, 21:25, 25:18) | Morze Bałtyk Szczecin |

| 12.03.2010 | Rajbud GTPS Gorzów Wielkopolski | 3:2 (28:26, 25:13, 21:25, 24:26, 15:9) | SMS PZPS Spała |

|  | Avia Świdnik |  | pauzuje |

|  |  | 19. KOLEJKA |  |
|  |  | ----------- |  |

| 13.02.2010 | MKS Orzeł Międzyrzecz AZS-AWF | 3:0 (25:19, 25:15, 25:19) | Morze Bałtyk Szczecin |

| 13.02.2010 | SMS PZPS Spała | 0:3 (17:25, 17:25, 13:25) | Energetyk Jaworzno |

| 13.02.2010 | Trefl Gdańsk | 3:0 (25:15, 25:21, 31:29) | Rajbud GTPS Gorzów Wielkopolski |

| 13.02.2010 | BBTS Bielsko-Biała | 0:3 (24:26, 24:26, 23:25) | Pronar Parkiet Hajnówka |

| 13.02.2010 | Avia Świdnik | 0:3 (24:26, 25:27, 21:25) | AZS PWSZ Nysa |

| 13.02.2010 | Joker-Rodło Piła | 3:1 (18:25, 25:16, 25:20, 25:16) | Ślepsk Suwałki |

|  | Fart Kielce |  | pauzuje |

|  |  | 20. KOLEJKA |  |
|  |  | ----------- |  |

| 17.02.2010 | Pronar Parkiet Hajnówka | 3:1 (25:20, 25:16, 19:25, 26:24) | Avia Świdnik |

| 17.02.2010 | Rajbud GTPS Gorzów Wielkopolski | 3:2 (25:16, 20:25, 28:26, 22:25, 17:15) | BBTS Bielsko-Biała |

| 17.02.2010 | Energetyk Jaworzno | 0:3 (17:25, 20:25, 22:25) | Trefl Gdańsk |

| 17.02.2010 | Morze Bałtyk Szczecin | 1:3 (21:25, 25:23, 22:25, 16:25) | Joker-Rodło Piła |

| 17.02.2010 | Fart Kielce | 3:0 (25:17, 25:20, 28:26) | MKS Orzeł Międzyrzecz AZS-AWF |

| 24.02.2010 | Ślepsk Suwałki | 3:0 (25:20, 25:14, 25:14) | SMS PZPS Spała |

|  | AZS PWSZ Nysa |  | pauzuje |

|  |  | 21. KOLEJKA |  |
|  |  | ----------- |  |

| 27.02.2010 | Joker-Rodło Piła | 3:0 (25:23, 25:17, 25:21) | Fart Kielce |

| 27.02.2010 | SMS PZPS Spała | 3:0 (25:23, 26:24, 25:21) | Morze Bałtyk Szczecin |

| 27.02.2010 | Trefl Gdańsk | 3:1 (27:25, 18:25, 25:18, 25:21) | Ślepsk Suwałki |

| 27.02.2010 | BBTS Bielsko-Biała | 3:0 (25:17, 25:21, 25:23) | Energetyk Jaworzno |

| 27.02.2010 | Avia Świdnik | 3:1 (25:20, 25:22, 24:26, 25:19) | Rajbud GTPS Gorzów Wielkopolski |

| 27.02.2010 | AZS PWSZ Nysa | 3:1 (25:16, 21:25, 25:20, 25:23) | Pronar Parkiet Hajnówka |

|  | MKS Orzeł Międzyrzecz AZS-AWF |  | pauzuje |

|  |  | 22. KOLEJKA |  |
|  |  | ----------- |  |

| 3.03.2010 | Rajbud GTPS Gorzów Wielkopolski | 3:2 (24:26, 25:23, 18:25, 25:21, 15:10) | AZS PWSZ Nysa |

| 3.03.2010 | Energetyk Jaworzno | 3:1 (25:21, 24:26, 25:18, 25:15) | Avia Świdnik |

| 3.03.2010 | Ślepsk Suwałki | 3:0 (25:23, 25:15, 25:22) | BBTS Bielsko-Biała |

| 3.03.2010 | Morze Bałtyk Szczecin | 1:3 (19:25, 25:21, 20:25, 20:25) | Trefl Gdańsk |

| 3.03.2010 | MKS Orzeł Międzyrzecz AZS-AWF | 1:3 (19:25, 25:23, 19:25, 12:25) | Joker-Rodło Piła |

| 10.03.2010 | Fart Kielce | 3:0 (25:21, 25:22, 25:21) | SMS PZPS Spała |

|  | Pronar Parkiet Hajnówka |  | pauzuje |

|  |  | 23. KOLEJKA |  |
|  |  | ----------- |  |

| 19.02.2010 | SMS PZPS Spała | 1:3 (17:25, 25:22, 16:25, 23:25) | MKS Orzeł Międzyrzecz AZS-AWF |

| 6.03.2010 | Trefl Gdańsk | 3:1 (25:23, 22:25, 26:24, 25:17) | Fart Kielce |

| 6.03.2010 | BBTS Bielsko-Biała | 3:0 (25:22, 25:16, 25:23) | Morze Bałtyk Szczecin |

| 6.03.2010 | Avia Świdnik | 3:2 (25:19, 21:25, 25:22, 24:26, 25:23) | Ślepsk Suwałki |

| 6.03.2010 | AZS PWSZ Nysa | 2:3 (25:15, 21:25, 25:22, 20:25, 11:15) | Energetyk Jaworzno |

| 6.03.2010 | Pronar Parkiet Hajnówka | 3:2 (21:25, 26:28, 25:15, 25:19, 21:19) | Rajbud GTPS Gorzów Wielkopolski |

|  | Joker-Rodło Piła |  | pauzuje |

|  |  | 24. KOLEJKA |  |
|  |  | ----------- |  |

| 13.03.2010 | Energetyk Jaworzno | 3:0 (25:17, 25:16, 25:18) | Pronar Parkiet Hajnówka |

| 13.03.2010 | Ślepsk Suwałki | 3:0 (25:20, 25:21, 30:28) | AZS PWSZ Nysa |

| 13.03.2010 | Morze Bałtyk Szczecin | 3:0 (25:21, 25:22, 25:20) | Avia Świdnik |

| 13.03.2010 | Fart Kielce | 3:1 (25:22, 24:26, 25:21, 25:17) | BBTS Bielsko-Biała |

| 13.03.2010 | MKS Orzeł Międzyrzecz AZS-AWF | 2:3 (25:22, 26:28, 25:22, 19:25, 12:15) | Trefl Gdańsk |

| 13.03.2010 | Joker-Rodło Piła | 3:0 (25:20, 25:21, 29:27) | SMS PZPS Spała |

|  | Rajbud GTPS Gorzów Wielkopolski |  | pauzuje |

|  |  | 25. KOLEJKA |  |
|  |  | ----------- |  |

| 20.03.2010 | Trefl Gdańsk | 3:0 (25:21, 25:10, 27:25) | Joker-Rodło Piła |

| 20.03.2010 | BBTS Bielsko-Biała | 3:1 (25:23, 29:27, 20:25, 25:19) | MKS Orzeł Międzyrzecz AZS-AWF |

| 20.03.2010 | Avia Świdnik | 1:3 (25:20, 22:25, 13:25, 19:25) | Fart Kielce |

| 20.03.2010 | AZS PWSZ Nysa | 3:0 (25:18, 25:18, 25:21) | Morze Bałtyk Szczecin |

| 20.03.2010 | Pronar Parkiet Hajnówka | 0:3 (28:30, 21:25, 18:25) | Ślepsk Suwałki |

| 20.03.2010 | Rajbud GTPS Gorzów Wielkopolski | 3:0 (25:18, 25:16, 25:20) | Energetyk Jaworzno |

|  | SMS PZPS Spała |  | pauzuje |

|  |  | 26. KOLEJKA |  |
|  |  | ----------- |  |

| 25.02.2010 | SMS PZPS Spała | 1:3 (20:25, 25:23, 18:25, 16:25) | Trefl Gdańsk |

| 25.03.2010 | Fart Kielce | 2:3 (26:24, 26:24, 20:25, 22:25, 9:15) | AZS PWSZ Nysa |

| 27.03.2010 | Ślepsk Suwałki | 3:0 (25:16, 25:18, 25:19) | Rajbud GTPS Gorzów Wielkopolski |

| 27.03.2010 | Morze Bałtyk Szczecin | 3:0 (25:19, 25:20, 25:21) | Pronar Parkiet Hajnówka |

| 27.03.2010 | MKS Orzeł Międzyrzecz AZS-AWF | 3:2 (25:22, 25:21, 21:25, 23:25, 15:8) | Avia Świdnik |

| 27.03.2010 | Joker-Rodło Piła | 3:0 (25:23, 25:14, 25:21) | BBTS Bielsko-Biała |

|  | Energetyk Jaworzno |  | pauzuje |

#### Tabela
| Lp. | Drużyna                         | Pkt | Mecze | Mecze | Mecze | Rodzaj wyniku | Rodzaj wyniku | Rodzaj wyniku | Rodzaj wyniku | Rodzaj wyniku | Rodzaj wyniku | Sety | Sety | Sety  | Małe punkty | Małe punkty | Małe punkty |
| Lp. | Drużyna                         | Pkt | M     | W     | P     | 3:0           | 3:1           | 3:2           | 2:3           | 1:3           | 0:3           | wyg. | prz. | stos. | zdob.       | str.        | stos.       |
| --- | ------------------------------- | --- | ----- | ----- | ----- | ------------- | ------------- | ------------- | ------------- | ------------- | ------------- | ---- | ---- | ----- | ----------- | ----------- | ----------- |
| 1   | Trefl Gdańsk                    | 62  | 24    | 21    | 3     | 8             | 9             | 4             | 3             | 0             | 0             | 69   | 26   | 2.65  | 2245        | 1963        | 1.14        |
| 2   | Fart Kielce                     | 52  | 24    | 18    | 6     | 8             | 7             | 3             | 1             | 3             | 2             | 59   | 31   | 1.9   | 2061        | 1912        | 1.08        |
| 3   | Joker Rodło Piła                | 50  | 22    | 16    | 6     | 8             | 6             | 2             | 4             | 1             | 1             | 57   | 28   | 2.04  | 2093        | 1899        | 1.1         |
| 4   | Avia Świdnik                    | 35  | 22    | 12    | 10    | 6             | 3             | 3             | 2             | 4             | 4             | 44   | 39   | 1.13  | 2068        | 2046        | 1.01        |
| 5   | MKS Orzeł Międzyrzecz           | 36  | 26    | 11    | 15    | 3             | 5             | 3             | 6             | 4             | 5             | 49   | 56   | 0.88  | 2212        | 2248        | 0.98        |
| 6   | Rajbud GTPS Gorzów Wielkopolski | 35  | 24    | 13    | 11    | 2             | 5             | 6             | 2             | 4             | 5             | 47   | 50   | 0.94  | 2127        | 2147        | 0.99        |
| 7   | BBTS Bielsko-Biała              | 29  | 25    | 9     | 16    | 3             | 3             | 3             | 5             | 6             | 5             | 43   | 57   | 0.75  | 2138        | 2178        | 0.98        |
| 8   | Stal AZS PWSZ Nysa              | 31  | 24    | 10    | 14    | 3             | 4             | 3             | 4             | 7             | 3             | 45   | 52   | 0.87  | 2158        | 2174        | 0.99        |
| 9   | Ślepsk Suwałki                  | 30  | 24    | 10    | 14    | 7             | 1             | 2             | 2             | 8             | 4             | 42   | 47   | 0.89  | 1987        | 2026        | 0.98        |
| 10  | MCKiS PKE Energetyk Jaworzno    | 36  | 24    | 13    | 11    | 3             | 7             | 3             | 0             | 5             | 6             | 44   | 46   | 0.96  | 1983        | 1975        | 1           |
| 11  | Pronar Parkiet Hajnówka         | 24  | 23    | 8     | 15    | 3             | 3             | 2             | 2             | 4             | 9             | 32   | 52   | 0.62  | 1946        | 2042        | 0.95        |
| 12  | SMS PZPS Spała                  | 17  | 23    | 4     | 19    | 1             | 3             | 0             | 5             | 7             | 7             | 29   | 60   | 0.48  | 1964        | 2188        | 0.9         |
| 13  | Morze Szczecin                  | 21  | 23    | 7     | 16    | 3             | 1             | 3             | 3             | 5             | 8             | 32   | 55   | 0.58  | 1853        | 2037        | 0.91        |

     play-off
     turniej o miejsca 5-8
     play-out

### Faza play-off

#### Półfinały
(do 3 zwycięstw)
| Data       | Drużyna 1        | Wynik | Drużyna 2        | Sety                              |
| ---------- | ---------------- | ----- | ---------------- | --------------------------------- |
| 2010-04-19 | Trefl Gdańsk     | 3:2   | Avia Świdnik     | 25:20, 24:26, 22:25, 25:18, 15:10 |
| 2010-04-20 | Trefl Gdańsk     | 3:1   | Avia Świdnik     | 25:17, 22:25, 25:15, 25:17        |
| 2010-04-24 | Avia Świdnik     | 2:3   | Trefl Gdańsk     | 21:25, 25:18, 25:23, 16:25, 12:15 |
|            |                  |       |                  |                                   |
| 2010-04-20 | Fart Kielce      | 3:2   | Joker-Rodło Piła | 25:19, 25:16, 20:25, 21:25, 17:15 |
| 2010-04-21 | Fart Kielce      | 3:0   | Joker-Rodło Piła | 26:24, 26:24, 25:19               |
| 2010-04-25 | Joker-Rodło Piła | 2:3   | Fart Kielce      | 20:25, 25:23, 18:25, 25:17, 13:15 |

#### Mecze o 3. miejsce
(dwumecz)
| Data       | Drużyna 1        | Wynik | Drużyna 2    | Sety                              |
| ---------- | ---------------- | ----- | ------------ | --------------------------------- |
| 2010-04-29 | Joker-Rodło Piła | 2:3   | Avia Świdnik | 25:23, 25:20, 20:25, 20:25, 12:15 |
| 2010-04-29 | Joker-Rodło Piła | 1:3   | Avia Świdnik | 15:25, 25:21, 30:32, 21:25        |

#### Finał
(do 3 zwycięstw)
| Data       | Drużyna 1    | Wynik | Drużyna 2    | Sety                             |
| ---------- | ------------ | ----- | ------------ | -------------------------------- |
| 2010-05-01 | Trefl Gdańsk | 3:0   | Fart Kielce  | 25:17, 25:23, 26:24              |
| 2010-05-02 | Trefl Gdańsk | 1:3   | Fart Kielce  | 23:25, 20:25, 25:23, 23:25       |
| 2010-05-08 | Fart Kielce  | 3:0   | Trefl Gdańsk | 25:21, 25:18, 25:21              |
| 2010-05-09 | Fart Kielce  | 1:3   | Trefl Gdańsk | 22:25, 25:16, 23:25, 22:25       |
| 2010-05-11 | Trefl Gdańsk | 2:3   | Fart Kielce  | 25:23, 18:25, 25:17, 40:42, 9:15 |

### Turniej o miejsca 5-8 (Gorzów Wlkp.)
Terminarz i wyniki
| Data       | Drużyna 1                       | Wynik | Drużyna 2                     | Sety                              |
| ---------- | ------------------------------- | ----- | ----------------------------- | --------------------------------- |
| 2010-04-24 | BBTS Bielsko-Biała              | 3:2   | MKS Orzeł Międzyrzecz AZS-AWF | 23:25, 29:27, 25:19, 14:25, 15:8  |
| 2010-04-24 | Rajbud GTPS Gorzów Wielkopolski | 3:1   | AZS PWSZ Nysa                 | 21:25, 25:14, 26:24, 25:21        |
|            |                                 |       |                               |                                   |
| 2010-04-24 | AZS PWSZ Nysa                   | 2:3   | MKS Orzeł Międzyrzecz AZS-AWF | 25:23, 25:22, 20:25, 13:25, 12:15 |
| 2010-04-24 | Rajbud GTPS Gorzów Wielkopolski | 3:2   | BBTS Bielsko-Biała            | 18:25, 21:25, 25:15, 25:20, 15:12 |
|            |                                 |       |                               |                                   |
| 2010-04-25 | BBTS Bielsko-Biała              | 3:2   | AZS PWSZ Nysa                 | 25:23, 25:18, 17:25, 21:25, 15:13 |
| 2010-04-25 | Rajbud GTPS Gorzów Wielkopolski | 3:2   | MKS Orzeł Międzyrzecz AZS-AWF | 25:19, 20:25, 21:25, 25:20, 15:12 |

Tabela
| Lp. | Drużyna                  | Pkt | Mecze | Mecze | Mecze | Rodzaj wyniku | Rodzaj wyniku | Rodzaj wyniku | Rodzaj wyniku | Rodzaj wyniku | Rodzaj wyniku | Sety | Sety | Sety  |
| Lp. | Drużyna                  | Pkt | M     | W     | P     | 3:0           | 3:1           | 3:2           | 2:3           | 1:3           | 0:3           | wyg. | prz. | stos. |
| --- | ------------------------ | --- | ----- | ----- | ----- | ------------- | ------------- | ------------- | ------------- | ------------- | ------------- | ---- | ---- | ----- |
| 1   | GTPS Gorzów Wielkopolski | 6   | 3     | 3     | 0     | 0             | 1             | 2             | 0             | 0             | 0             | 9    | 5    | 1.8   |
| 2   | BBTS Bielsko-Biała       | 5   | 3     | 2     | 1     | 0             | 0             | 2             | 1             | 0             | 0             | 8    | 7    | 1.14  |
| 3   | MKS Orzeł Międzyrzecz    | 4   | 3     | 1     | 2     | 0             | 0             | 1             | 2             | 0             | 0             | 7    | 8    | 0.88  |
| 4   | Stal AZS PWSZ Nysa       | 3   | 3     | 0     | 3     | 0             | 0             | 0             | 2             | 1             | 0             | 5    | 9    | 0.56  |

Źródło: inf. własna
Punktacja: zwycięstwo - 2 pkt; porażka - 1 pkt
Zasady ustalania kolejności: 1. liczba punktów; 2. stosunek setów; 3. stosunek małych punktów; 4. bilans w bezpośrednich meczach

### Play-out
(do 3 zwycięstw)
| Data       | Drużyna 1               | Wynik | Drużyna 2               | Sety                              |
| ---------- | ----------------------- | ----- | ----------------------- | --------------------------------- |
| 2010-04-09 | Ślepsk Suwałki          | 3:1   | Morze Bałtyk Szczecin   | 25:19, 17:25, 27:25, 25:20        |
| 2010-04-10 | Ślepsk Suwałki          | 3:2   | Morze Bałtyk Szczecin   | 25:13, 16:25, 25:17, 18:25, 17:15 |
| 2010-04-23 | Morze Bałtyk Szczecin   | 3:2   | Ślepsk Suwałki          | 22:25, 25:21, 21:25, 25:23, 15:10 |
| 2010-04-24 | Morze Bałtyk Szczecin   | 3:0   | Ślepsk Suwałki          | 25:18, 25:23, 25:17               |
| 2010-04-28 | Ślepsk Suwałki          | 3:0   | Morze Bałtyk Szczecin   | 25:18, 25:18, 25:20               |
|            |                         |       |                         |                                   |
| 2010-04-19 | Energetyk Jaworzno      | 2:3   | Pronar Parkiet Hajnówka | 25:10, 21:25, 25:16, 18:25, 13:15 |
| 2010-04-20 | Energetyk Jaworzno      | 3:0   | Pronar Parkiet Hajnówka | 25:19, 25:14, 25:19               |
| 2010-04-24 | Pronar Parkiet Hajnówka | 3:2   | Energetyk Jaworzno      | 21:25, 25:23, 27:25, 21:25, 15:11 |
| 2010-04-25 | Pronar Parkiet Hajnówka | 2:3   | Energetyk Jaworzno      | 22:25, 25:22, 21:25, 25:23, 6:15  |
| 2010-04-28 | Energetyk Jaworzno      | 3:1   | Pronar Parkiet Hajnówka | 22:25, 25:19, 25:18, 25:22        |

## Klasyfikacja końcowa
| Lp. | Drużyna                         |
| --- | ------------------------------- |
| 1   | Fart Kielce                     |
| 2   | Trefl Gdańsk                    |
| 3   | Avia Świdnik                    |
| 4   | Joker Rodło Piła                |
| 5   | Rajbud GTPS Gorzów Wielkopolski |
| 6   | BBTS Bielsko-Biała              |
| 7   | MKS Orzeł Międzyrzecz           |
| 8   | Stal AZS PWSZ Nysa              |
| 9   | Ślepsk Suwałki                  |
| 10  | MCKiS PKE Energetyk Jaworzno    |
| 11  | Pronar Parkiet Hajnówka         |
| 12  | Morze Szczecin                  |
| 13  | SMS PZPS Spała                  |

     awans do PlusLigi
     baraże o PlusLigę
     turniej barażowy o utrzymanie (z drużynami z II ligi)
     spadek do II ligi

### Turniej barażowy (Kamienna Góra)
Terminarz i wyniki
| Data       | Drużyna 1            | Wynik | Drużyna 2            | Sety                              |
| ---------- | -------------------- | ----- | -------------------- | --------------------------------- |
| 2010-05-01 | Sudety Kamienna Góra | 3:2   | AZS UAM Poznań       | 30:28, 19:25, 20:25, 25:21, 18:16 |
| 2010-05-01 | Ślepsk Suwałki       | 3:0   | Energetyk Jaworzno   | 25:20, 31:29, 25:19               |
|            |                      |       |                      |                                   |
| 2010-05-02 | AZS UAM Poznań       | 2:3   | Energetyk Jaworzno   | 21:25, 25:17, 11:25, 25:18, 12:15 |
| 2010-05-02 | Sudety Kamienna Góra | 1:3   | Ślepsk Suwałki       | 22:25, 25:15, 21:25, 20:25        |
|            |                      |       |                      |                                   |
| 2010-05-03 | Ślepsk Suwałki       | 1:3   | AZS UAM Poznań       | 16:25, 25:17, 16:25, 21:25        |
| 2010-05-03 | Energetyk Jaworzno   | 3:2   | Sudety Kamienna Góra | 16:25, 25:22, 24:26, 25:18, 15:8  |

Tabela
| Lp. | Drużyna                      | Pkt | Mecze | Mecze | Mecze | Rodzaj wyniku | Rodzaj wyniku | Rodzaj wyniku | Rodzaj wyniku | Rodzaj wyniku | Rodzaj wyniku | Sety | Sety | Sety  | Małe punkty | Małe punkty | Małe punkty |
| Lp. | Drużyna                      | Pkt | M     | W     | P     | 3:0           | 3:1           | 3:2           | 2:3           | 1:3           | 0:3           | wyg. | prz. | stos. | zdob.       | str.        | stos.       |
| --- | ---------------------------- | --- | ----- | ----- | ----- | ------------- | ------------- | ------------- | ------------- | ------------- | ------------- | ---- | ---- | ----- | ----------- | ----------- | ----------- |
| 1   | Ślepsk Suwałki               | 5   | 3     | 2     | 1     | 1             | 1             | 0             | 1             | 0             | 0             | 8    | 4    | 2     | 249         | 248         | 1           |
| 2   | MCKiS PKE Energetyk Jaworzno | 5   | 3     | 2     | 1     | 0             | 0             | 2             | 0             | 0             | 1             | 6    | 7    | 0.86  | 278         | 279         | 1           |
| 3   | AZS UAM Poznań               | 4   | 3     | 1     | 2     | 0             | 1             | 0             | 2             | 0             | 0             | 7    | 7    | 1     | 301         | 290         | 1.04        |
| 4   | Sudety Kamienna Góra         | 4   | 3     | 1     | 2     | 0             | 0             | 1             | 1             | 1             | 0             | 6    | 8    | 0.75  | 324         | 310         | 1.05        |

Źródło: inf. własna
Punktacja: zwycięstwo - 2 pkt; porażka - 1 pkt
Zasady ustalania kolejności: 1. liczba punktów; 2. stosunek setów; 3. stosunek małych punktów; 4. bilans w bezpośrednich meczach
     I liga
     II liga

## Transfery
| przychodzą                                         | odchodzą                                        |
| -------------------------------------------------- | ----------------------------------------------- |
| Przemysław Michalczyk – I trener (AZS Częstochowa) | Grzegorz Wagner – I trener (AZS Częstochowa)    |
| Kamil Gutkowski (AZS Politechnika Krakowska)       | Grzegorz Pająk (Jastrzębski Węgiel)             |
| Marcin Owczarski (Jadar Radom)                     | Jan Król (Neckermann AZS Politechnika Wa-wa)    |
| Tomasz Walendzik (AZS UAM Poznań)                  | Michał Jaszewski (Lechia Tomaszów Mazowiecki)   |
| Grzegorz Surma (SMS PZPS Spała)                    | Tomasz Tomczyk (AZS UWM Olsztyn)                |
| Kamil Kwasowski (Delic-Pol Częstochowa)            | Paweł Mikołajczyk (Domex Tytan AZS Częstochowa) |
| Sebastian Warda (Joker-Rodło Piła)                 | Kacper Bielicki (Fart Kielce)                   |
| John Dekker (Victoria Wałbrzych)                   | Maciej Kusaj (AZS UWM Olsztyn)                  |

| przychodzą                                 | odchodzą                          |
| ------------------------------------------ | --------------------------------- |
| Michał Jaskulski (Pronar Parkiet Hajnówka) | Dominik Wójcicki (szuka klubu)    |
| Rafał Grabarczyk (Bzura Ozorków)           | Bartosz Węgrzyn (Trefl Gdańsk)    |
| Łukasz Makowski (MOS MDK Wola Warszawa)    | Maciej Gorzkiewicz (Trefl Gdańsk) |
| Oskar Dziewit (Ósemka Siedlce)             | Zbigniew Żurek (szuka klubu)      |

| przychodzą                               | odchodzą                                       |
| ---------------------------------------- | ---------------------------------------------- |
| Rafał Matusiak (Pronar Parkiet Hajnówka) | Wojciech Wesołowski (szuka klubu)              |
| Jarosław Stancelewski (Trefl Gdańsk)     | Wojciech Janas (szuka klubu)                   |
| Dominik Żmuda (Pamapol Siatkarz Wieluń)  | Krystian Pachliński (Morze Bałtyk Szczecin)    |
| Adam Michałski (Energetyk Jaworzno)      | Maciej Kordysz (Pamapol Siatkarz Wieluń)       |
| Jakub Kowalczyk (AZS PWSZ Nysa)          | Adrian Hunek (Rajbud GTPS Gorzów Wielkopolski) |
| Dawid Drużga (Volley Rybnik)             | Rafał Jarząbski (szuka klubu)                  |
| Patryk Gadus (wychowanek)                | Przemysław Lach (Joker-Rodło Piła)             |
| Konrad Grześkowiak (wychowanek)          | Michał Lach (Joker-Rodło Piła)                 |
| Mariusz Szulikowski (wychowanek)         | Łukasz Klucznik (szuka klubu)                  |

| przychodzą                          | odchodzą                                            |
| ----------------------------------- | --------------------------------------------------- |
| Janusz Ignaciuk (Pekpol Ostrołęka)  | Tomasz Knasiecki (Ślepsk Suwałki)                   |
| Alassane Guindo (Ósemka Siedlce)    | Marcin Kozioł (Energetyk Jaworzno)                  |
| Leonard Tietaniec (Fart Kielce)     | Rafał Matusiak (Orzeł Międzyrzecz)                  |
| Adam Michałski (Energetyk Jaworzno) | Maciej Kordysz (Pamapol Siatkarz Wieluń)            |
|                                     | Piotr Niemiec (szuka klubu)                         |
|                                     | Michał Jaskulski (Avia Świdnik)                     |
|                                     | Konrad Woroniecki (Rajbud GTPS Gorzów Wielkopolski) |

| przychodzą                                  | odchodzą                                |
| ------------------------------------------- | --------------------------------------- |
| Adrian Hunek (Orzeł Międzyrzecz)            | Damian Kaniowski (Pekpol Ostrołęka)     |
| Kamil Ratajczak (AZS PWSZ Nysa)             | Maciej Wołosz (Pamapol Siatkarz Wieluń) |
| Adrian Szlubowski (AZS PWSZ Nysa)           | Michał Kamiński (Martigues)             |
| Jakub Mach (Asseco Resovia)                 | Mateusz Jasiński (Joker-Rodło Piła)     |
| Bartosz Mischke (AZS UAM Poznań)            | Radosław Maciejewicz (szuka klubu)      |
| Konrad Woroniecki (Pronar Parkiet Hajnówka) | Tomasz Borczyński (kończy karierę)      |
| Piotr Adamowicz (drużyna juniorów)          | Marcin Kudłacik (szuka klubu)           |

| przychodzą                                           | odchodzą                           |
| ---------------------------------------------------- | ---------------------------------- |
| Jarosław Tepling (Neckermann AZS Politechnika Wa-wa) | Tomasz Kamuda (szuka klubu)        |
| Marcin Kozioł (Pronar Parkiet Hajnówka)              | Maciej Rzędzicki (szuka klubu)     |
| Adam Kurian (Gwardia Wrocław)                        | Szymon Kostecki (Cuprum Lubin)     |
| Mateusz Gorzewski (Gwardia Wrocław)                  | Łukasz Warchoł (szuka klubu)       |
|                                                      | Adam Michałski (Orzeł Międzyrzecz) |
|                                                      | Daniel Wilk (Trefl Gdańsk)         |

| przychodzą                                          | odchodzą                                           |
| --------------------------------------------------- | -------------------------------------------------- |
| Maciej Gorzkiewicz (Avia Świdnik)                   | Wojciech Serafin (Delecta Bydgoszcz)               |
| Andrzej Skórski (Neckermann AZS Politechnika Wa-wa) | Łukasz Kadziewicz (szuka klubu)                    |
| Michał Żurek (MOS MDK Wola Warszawa)                | Jakub Bednaruk (szuka klubu)                       |
| Michał Żuk (AZS PWSZ Nysa)                          | Bruno Augusto Zanuto (Sada Cruzeiro)               |
| Waldemar Kaczmarek (Delecta Bydgoszcz)              | Dariusz Szulik (Neckermann AZS Politechnika Wa-wa) |
| Bartosz Węgrzyn (Avia Świdnik)                      | Jarosław Stancelewski (Orzeł Międzyrzecz)          |
| Daniel Wilk (Energetyk Jaworzno)                    | Bojan Janić (szuka klubu)                          |
| Rafał Sobański (drużyna juniorów)                   | Krzysztof Kocik (szuka klubu)                      |
| Maciej Naliwajko (drużyna juniorów)                 | Marko Samardzić (szuka klubu)                      |
| Artur Ratajczak (drużyna juniorów)                  | Wojciech Winnik (AZS UWM Olsztyn)                  |
| Paweł Gajowczyk (drużyna juniorów)                  | Łukasz Kruk (szuka klubu)                          |
| Michał Chaberek (AZS UWM Olsztyn)                   |                                                    |

| przychodzą                                         | odchodzą                             |
| -------------------------------------------------- | ------------------------------------ |
| Mateusz Jasiński (Rajbud GTPS Gorzów Wielkopolski) | Sebastian Warda (BBTS Bielsko-Biała) |
| Michał Lach (Orzeł Międzyrzecz)                    |                                      |
| Przemysław Lach (Orzeł Międzyrzecz)                |                                      |

| przychodzą                                   | odchodzą                                  |
| -------------------------------------------- | ----------------------------------------- |
| Tomasz Knasiecki (Pronar Parkiet Hajnówka)   | Kamil Starzewski (Pekpol Ostrołęka)       |
| Marek Wawrzyniak (AZS II Olsztyn)            | Jakub Bokuniewicz (szuka klubu)           |
| Bartosz Krzysiek (Ósemka Siedlce)            | Tomasz Wasilewski (MOS MDK Wola Warszawa) |
| Wojciech Dziurkowski (Delic-Pol Częstochowa) |                                           |

| przychodzą                           | odchodzą                                     |
| ------------------------------------ | -------------------------------------------- |
| Kacper Bielicki (BBTS Bielsko-Biała) | Leonard Tietianiec (Pronar Parkiet Hajnówka) |
| Greg Sukochev (USC Lion)             |                                              |